# Baltazaria nigribasalis
Baltazaria nigribasalis är en stekelart som först beskrevs av Tohru Uchida 1931.  Baltazaria nigribasalis ingår i släktet Baltazaria och familjen brokparasitsteklar. Inga underarter finns listade.